# Sheridan (Nueva York)
Sheridan es un pueblo ubicado en el condado de Chautauqua en el estado estadounidense de Nueva York. En el año 2000 tenía una población de 2.838 habitantes y una densidad poblacional de 29.4 personas por km².

## Geografía
Sheridan se encuentra ubicado en las coordenadas 42°29′3″N 79°14′53″O / 42.48417, -79.24806.

## Demografía
Según la Oficina del Censo en 2000 los ingresos medios por hogar en la localidad eran de $40,347, y los ingresos medios por familia eran $46,250. Los hombres tenían unos ingresos medios de $34,052 frente a los $26,146 para las mujeres. La renta per cápita para la localidad era de $19,081. Alrededor del 7.1% de la población estaban por debajo del umbral de pobreza.